# El Porteñazo

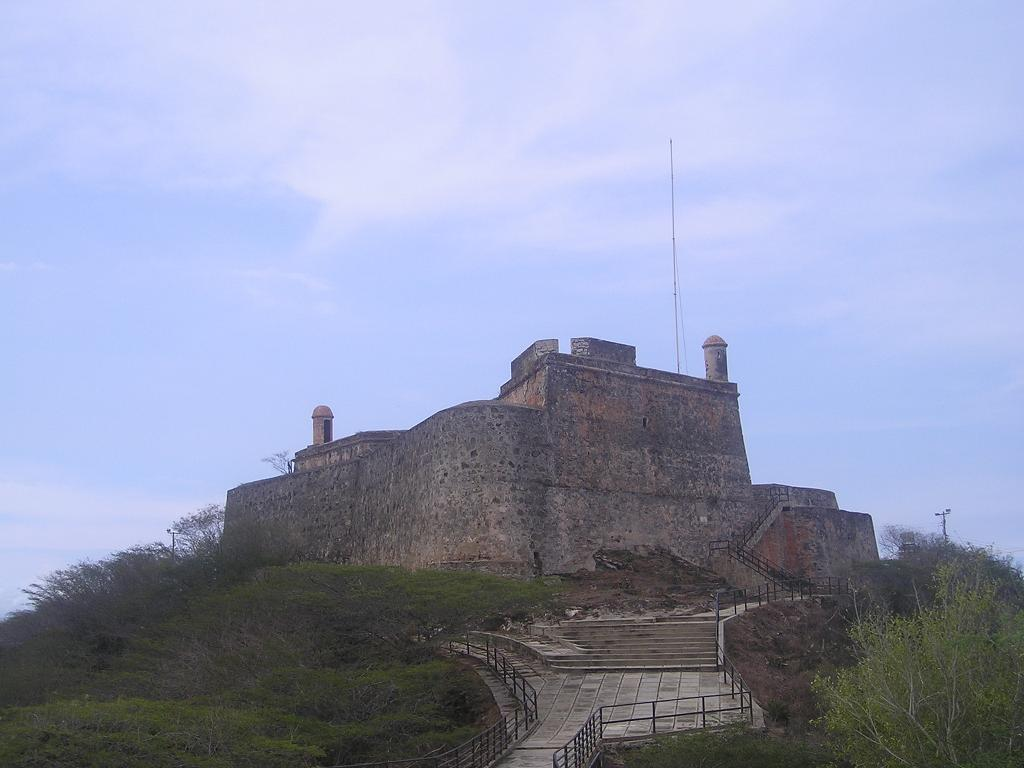
Le fortin Solano.

El Porteñazo est une rébellion militaire de courte durée qui a eu lieu du 2 au 6 juin 1962 au Venezuela contre le gouvernement de Rómulo Betancourt, au cours de laquelle les rebelles ont tenté de prendre la ville de Puerto Cabello et le fortin Solano.

## Histoire
La constitution du Venezuela datait de seulement un an, mais, en 1962, il y avait déjà eu deux tentatives pour renverser le gouvernement. La lutte sanglante dans la base navale de la ville entre les forces gouvernementales et les rebelles de la guérilla, ces derniers ayant le soutien des habitants de Puerto Cabello, fut violente. La rébellion a été écrasée le 3 juin, faisant plus de 400 morts et 700 blessés. Le fortin Solano, bastion des rebelles, tombe le 6 juin.

## Photo lauréate de Héctor Rondón Lovera

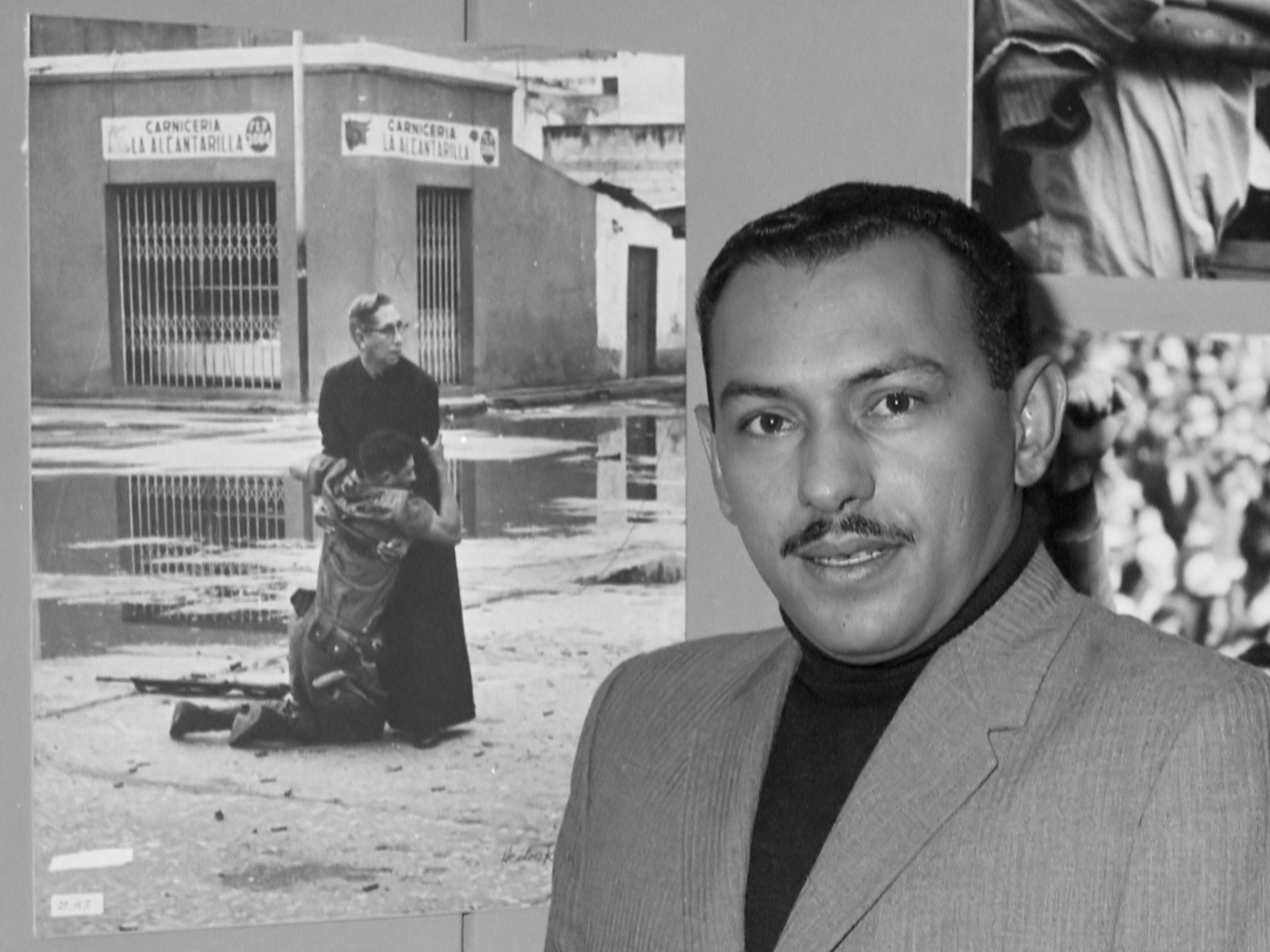
Héctor Rondón Lovera posant à côté de sa photo primée.

Le photojournaliste Héctor Rondón Lovera a pris des photos des événements dont celle de prêtre Luis María Padilla soutenant un soldat mourant et qui lui permet d'être lauréat du World Press Photo of the Year 1962.